# Museo Banco Provincia
El Museo Banco Provincia (oficialmente Archivo y Museo Históricos “Dr. Arturo Jauretche”) se encuentra ubicado en la calle Sarmiento 364 en la zona conocida como microcentro, habitualmente poblada de instituciones bancarias, en Buenos Aires, Argentina. Fue fundado oficialmente el 22 de septiembre de 1903, siendo el primer museo de temática bancaria de la Argentina, bajo la tutela del Banco de la Provincia de Buenos Aires (conocido popularmente como Banco Provincia), que a su vez es el banco más antiguo aún existente en Argentina.
Su edificio actual es obra del estudio arquitectónico Llauró, Urgell y Fazio, y se construyó entre 1979 y 1982, fruto de un concurso público que buscaba dotar al museo de instalaciones acordes a sus propósitos. De estilo moderno, su fachada es un juego de cinco bandejas que se interconectan por escaleras internas y por dentro, al ser completamente vidriado, le da un aspecto luminoso que busca, según el proyecto original, contrastar con las estructuras aledañas.
Durante la presidencia de Néstor Kirchner este museo, junto con el Museo Histórico y Numismático Héctor Carlos Janson perteneciente al Banco Central, fueron declarados «monumentos históricos nacional» a través del decreto 1563 del 2005. Entre los argumentos de la declaración, se argumentó la importancia de los mismos como custodios de los archivos bancarios más antiguos del país, su colección numismática, como también el valor arquitectónico de los inmuebles.

## Historia y colección
El museo nace en 1903, producto de la decisión de las autoridades del Banco de la Provincia de Buenos Aires, de crear un espacio para preservar toda la documentación posterior a 1880. Dada la gran cantidad de documentos, como también billetes antiguos que el mismo banco había emitido, deciden además la creación de un museo. Hasta 1967 no tenía sede fija, sino que se trató de una muestra itinerante, año en que deciden alojar parte de la colección en la sucursal del Banco en la Avenida Córdoba de la ciudad de Buenos Aires. Finalmente, al poco tiempo, se nombra a un director como puntapié para obtener una sede definitiva. La elección fue la antigua sede de telégrafos de la provincia de Buenos Aires, que había quedado en medio de la zona bancaria porteña, sobre la calle Sarmiento, que fue demolida para la construcción de la sede diseñada por el estudio Llauró, Urgell y Fazio. El proyecto, cuya construcción comenzó en 1979 y finalizó para 1982, inaugurada al año siguiente, incluía además del archivo, una biblioteca especializada y un espacio de exposiciones abierto a cualquier temática en general.
La colección permanente se compone de distintas piezas numismáticas, archivos y mobiliario histórico perteneciente al Banco Provincia desde sus orígenes. Entre ellos, los primeros billetes utilizados en Argentina cuando aún no existía la moneda nacional —el más antiguo data de 1822—, que eran impresos por el mismo banco provincial y firmados por alguna autoridad del mismo; o bien, monedas y bonos que eran utilizados como medios de pago en estancias rurales. Por otro lado, también se exhiben algunas de las obras de arte que la institución adquirió con el paso del tiempo. Entre ellas se destaca una escultura de la artista argentina Marta Minujín inspirada en las monedas de un centavo de peso argentino emitidas en 1881.
El subsuelo del museo es usado para exposiciones artísticas y también es donde se ingresa a la sala de archivos e investigación. En el año 1984 las autoridades del museo le impusieron el nombre de Arturo Jauretche al museo, en reconocimiento al escritor y pensar peronista, que había ocupado la presidencia del Banco Provincia entre 1946 y 1948, designado por el gobernador Domingo Mercante.